# Stefano Scappini
Stefano Scappini (Perugia, 2 febbraio 1988) è un calciatore italiano, attaccante della Virtus.

## Caratteristiche tecniche
È un centravanti, abile di testa e nell'attaccare il primo palo. Negli ultimi 16 metri si dimostra un buon finalizzatore.

## Carriera

### Club

#### Gli inizi alla Ternana il passaggio alla Sampdoria e i vari prestiti
Cresce calcisticamente nelle giovanili della Ternana, dove fa il suo esordio tra i professionisti, il 4 marzo 2007 nella partita giocata in casa contro il Taranto. Due settimane più tardi arriva anche la prima rete con la maglia delle fere in casa contro il Manfredonia.
Il 28 gennaio 2008, viene preso in prestito dalla Sampdoria dove gioca per alcuni mesi, con la primavera blucerchiata vincendo il campionato di categoria, la coppa Italia e la classifica marcatori del Torneo di Viareggio con 7 gol insieme a Balotelli. Nell'estate 2008 il giocatore viene acquistato in comproprietà dalla Sampdoria, che lo gira successivamente in prestito alla Ternana. Nell'estate 2009 viene acquistato a titolo definitivo dalla società blucerchiata, che il 1º agosto successivo lo cede in comproprietà al Ravenna. Passa poi sempre in prestito, nell'agosto 2010 all'Alessandria dove totalizza 13 gol in 31 presenze. Il 24 giugno 2011 torna alla Sampdoria che lo gira in prestito il 1º agosto dello stesso anno, al Sorrento. Il 31 agosto 2012 passa a giocare in prestito al Pisa. Il 29 luglio del 2013 viene preso in prestito dal Grosseto. Nel gennaio 2014 passa per sei mesi in prestito al Castel Rigone club neopromosso in Lega Pro Seconda Divisione.

#### Savona Pontedera e Cremonese
Il 22 agosto 2014 passa al Savona dove in 37 incontri realizza 10 reti, contribuendo alla salvezza della società ligure. Il 1º luglio del 2015, firma un contratto biennale con il Pontedera dove realizza 24 reti in 33 partite. Il 12 luglio del 2016 viene ceduto a titolo definitivo alla Cremonese, compagine di Lega Pro. È tra i protagonisti della trionfale stagione 2016-2017 dei grigiorossi, dove è protagonista nell'ultima giornata di campionato, realizzando una doppietta decisiva il 6 maggio 2017, nella partita vinta dalla Cremonese in rimonta, per 3-2 in casa contro la Racing Roma, vincendo così anche il campionato e contribuendo alla promozione in Serie B della squadra lombarda, a distanza di undici anni dall'ultima apparizione. Il 25 agosto 2017 fa il suo esordio in Serie B, entrando al 77º di gioco al posto di Daniele Croce, nella partita persa in trasferta per 1-0 contro il Parma. L'8 ottobre dello stesso anno, segna la sua prima rete in serie cadetta, nella partita in casa pareggiata per 3-3 contro la sua ex squadra la Ternana. Complessivamente in due anni di militanza con i grigiorossi gioca 66 partite segnando 19 reti.

#### Cittadella e Reggiana
Rimasto svincolato, firma il 5 luglio 2018 con il Cittadella. Il 12 agosto dello stesso anno, realizza una doppietta nella partita di Coppa Italia, vinta in trasferta per 3-0 contro l'Empoli. Si ripete andando segno, il 26 agosto, nella prima giornata di campionato vinta dai granata per 3-0 in casa contro il Crotone. Il 25 luglio 2019 scende di categoria firmando un contratto triennale con la Reggiana in Serie C.
Il 22 luglio 2020 vince i play-off di lega pro contro il Bari e conquista la serie B con la maglia granata. Per lui 21 presenze 12 reti tra campionato e coppa in una stagione a metà causa Covid.

#### Prestito al Modena
Il 16 settembre 2020 passa in prestito annuale al Modena.
Ritorno alla Reggiana
Per la stagione 2021-22 ritorna a vestire la maglia della Reggiana.
Torres
Rimasto svincolato, il 22 settembre 2022 viene ufficializzato come nuovo giocatore della Torres, in Serie C. Contribuisce con 30 presenze e 7 gol alla salvezza della squadra sarda.
Novara
Il 12 luglio 2023 viene annunciato come nuovo giocatore della formazione piemontese, con cui firma un contratto annuale.
Caldiero
Rimasto svincolato al termine della stagione 2023-24, il 26 novembre 2024 viene annunciato come nuovo giocatore del Caldiero, formazione veneta di Serie C.

## Statistiche

### Presenze e reti nei club
Statistiche aggiornate al 15 Agosto 2025.
| Stagione         | Squadra          | Campionato       | Campionato | Campionato | Coppe nazionali | Coppe nazionali | Coppe nazionali | Coppe continentali | Coppe continentali | Coppe continentali | Altre coppe | Altre coppe | Altre coppe | Totale | Totale |
| Stagione         | Squadra          | Comp             | Pres       | Reti       | Comp            | Pres            | Reti            | Comp               | Pres               | Reti               | Comp        | Pres        | Reti        | Pres   | Reti   |
| ---------------- | ---------------- | ---------------- | ---------- | ---------- | --------------- | --------------- | --------------- | ------------------ | ------------------ | ------------------ | ----------- | ----------- | ----------- | ------ | ------ |
| 2006-2007        | Ternana          | C1               | 5          | 1          | CI+CI-C         | -               | -               | -                  | -                  | -                  | -           | -           | -           | 5      | 1      |
| 2007-gen. 2008   | Ternana          | C1               | 16         | 2          | CI-C            | 2               | 1               | -                  | -                  | -                  | -           | -           | -           | 18     | 3      |
| gen.-giu. 2008   | Sampdoria        | A                | -          | -          | CI              | -               | -               | Int+CU             | -                  | -                  | -           | -           | -           | 0      | 0      |
| 2008-2009        | Ternana          | 1D               | 22         | 5          | CI-LP           | 2               | 0               | -                  | -                  | -                  | -           | -           | -           | 24     | 5      |
| Totale Ternana   | Totale Ternana   | Totale Ternana   | 43         | 8          |                 | 4               | 1               |                    | -                  | -                  |             | -           | -           | 47     | 9      |
| 2009-2010        | Ravenna          | 1D               | 25         | 5          | CI+CI-LP        | 2+1             | 1+0             | -                  | -                  | -                  | -           | -           | -           | 28     | 6      |
| ago. 2010        | Ravenna          | 1D               | -          | -          | CI              | 2               | 1               | -                  | -                  | -                  | -           | -           | -           | 2      | 1      |
| Totale Ravenna   | Totale Ravenna   | Totale Ravenna   | 25         | 5          |                 | 5               | 2               |                    | -                  | -                  |             | -           | -           | 30     | 7      |
| 2010-2011        | Alessandria      | 1D               | 31+2       | 13+0       | CI-LP           | 1               | 1               | -                  | -                  | -                  | -           | -           | -           | 34     | 14     |
| 2011-2012        | Sorrento         | 1D               | 32+2       | 8+0        | CI+CI-LP        | 1+0             | 0               | -                  | -                  | -                  | -           | -           | -           | 35     | 8      |
| 2012-2013        | Pisa             | 1D               | 26+3       | 5+0        | CI-LP           | 5               | 5               | -                  | -                  | -                  | -           | -           | -           | 34     | 10     |
| 2013-gen. 2014   | Grosseto         | 1D               | 12         | 0          | CI+CI-LP        | 2+2             | 0+1             | -                  | -                  | -                  | -           | -           | -           | 16     | 1      |
| gen.-giu. 2014   | Castel Rigone    | 2D               | 13         | 4          | CI-LP           | -               | -               | -                  | -                  | -                  | -           | -           | -           | 13     | 4      |
| 2014-2015        | Savona           | LP               | 37+2       | 10+0       | CI-LP           | -               | -               | -                  | -                  | -                  | -           | -           | -           | 39     | 10     |
| 2015-2016        | Pontedera        | LP               | 33         | 24         | CI+CI-LP        | 1+0             | 0               | -                  | -                  | -                  | -           | -           | -           | 34     | 24     |
| 2016-2017        | Cremonese        | LP               | 31         | 12         | CI+CI-LP        | 3+1             | 2+0             | -                  | -                  | -                  | SC-LP       | 0           | 0           | 35     | 14     |
| 2017-2018        | Cremonese        | B                | 29         | 5          | CI              | 2               | 0               | -                  | -                  | -                  | -           | -           | -           | 31     | 5      |
| Totale Cremonese | Totale Cremonese | Totale Cremonese | 60         | 17         |                 | 6               | 2               |                    | -                  | -                  |             | -           | -           | 66     | 19     |
| 2018-2019        | Cittadella       | B                | 19+2       | 2+0        | CI              | 3               | 2               | -                  | -                  | -                  | -           | -           | -           | 24     | 4      |
| 2019-2020        | Reggiana         | C                | 18+1       | 9+0        | CI-C            | 2               | 3               | -                  | -                  | -                  | -           | -           | -           | 21     | 12     |
| 2020-2021        | Modena           | C                | 31+2       | 6+0        | CI              | 1               | 0               | -                  | -                  | -                  | -           | -           | -           | 34     | 6      |
| 2021-2022        | Reggiana         | C                | 25+1       | 2+0        | CI-C            | 1               | 0               | -                  | -                  | -                  | -           | -           | -           | 27     | 2      |
| Totale Reggiana  | Totale Reggiana  | Totale Reggiana  | 43+2       | 11         |                 | 3               | 3               |                    | -                  | -                  |             | -           | -           | 48     | 14     |
| 2022-2023        | Torres           | C                | 30         | 7          | CI-C            | 1               | 1               | -                  | -                  | -                  | -           | -           | -           | 31     | 8      |
| 2023-2024        | Novara           | C                | 27         | 6          | CI-C            | 1               | 0               | -                  | -                  | -                  | -           | -           | -           | 28     | 6      |
| nov. 2024-2025   | Caldiero         | C                | 15+2       | 1+0        | CI-C            | 3               | 1               | -                  | -                  | -                  | -           | -           | -           | 20     | 2      |
| lug.-ago. 2025   | Virtus           | -                | 0          | 0          | -               | 0               | 0               | UCL                | 2                  | 1                  | UECL        | 2           | 3           | 4      | 4      |
| Totale carriera  | Totale carriera  | Totale carriera  | 477+17     | 127        |                 | 39              | 19              |                    | 2                  | 1                  |             | 2           | 3           | 537    | 150    |

## Palmarès

### Club

#### Competizioni giovanili
- Campionato Primavera: 1

Sampdoria: 2007-2008
- Coppa Italia Primavera: 1

Sampdoria: 2007-2008
- Trofeo Dossena: 1

Nazionale Lega Pro: 2009

#### Competizioni nazionali
- Lega Pro: 1

Cremonese: 2016-2017 (girone A)

### Individuale
- Capocannoniere del Torneo di Viareggio: 1

2007-2008 Sampdoria (7 gol)
- Capocannoniere della Lega Pro: 1

2015-2016 Pontedera (Girone B, 24 gol)